# Andrij Zaporożec

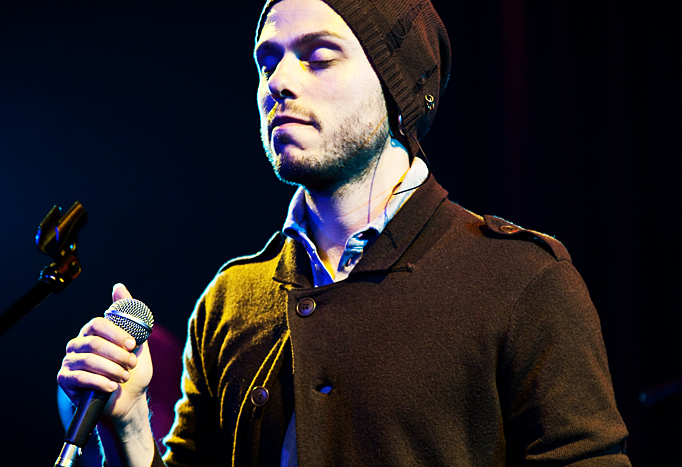
Andrij Zaporożec, 2010

Andrij Zaporożec (ukr. Андрій Запорожець), znany także pod pseudonimem Sun (ukr. Сан; ur. 5 września 1979 w Charkowie) – ukraiński piosenkarz, z zawodu lekarz pediatra.

## Dyskografia

### Albumy studyjne

#### Z zespołem 5’nizza
- 5’nizza (2003)
- Unplugged (2003)
- О5 (2005)
- КУ (2017)

#### Z zespołem SunSay
- SunSay (2007)
- Diver (2010)
- Legko (2011)

#### Z zespołem Luk
- Tourist Zone (2001)
- Lemon (2004)